# Volba předsednictva České pirátské strany 2012
Volba předsednictva České pirátské strany 2012 se uskutečnila 25. března 2012 v Praze. Na pozici předsedy strany kandidoval dosavadní předseda Ivan Bartoš a Petr Bajgar, navržený moravskou organizací pirátů. Byl volen i zbytek předsednictva.

## Výsledky
Ivan Bartoš získal 57 hlasů, a obhájil tak svou funkci předsedy. Prvním místopředsedou se stal student práv a matematicko-fyzikální fakulty Jakub Michálek. Druhou místopředsedkyní se stala ředitelka základní školy Lenka Matoušková a pozici třetího místopředsedy obhájil Mikuláš Ferjenčik. Čtvrtým místopředsedou se v nedělním, odročeném hlasování stal Marcel Kolaja.